# コミュニティアセスメント
コミュニティアセスメント（Community Assessment）とは, 対コミュニティ支援サービスを専門とする者（ソーシャルワーカーなど）が地域アセスメント、地域診断、コミュニティ分析などを行うことを意味する。
アセスメント（assessment）という言葉は日本では公的には環境アセスメントとして使われた影響が大きく、「事前評価」という意味で使用されてきているが、原義には（前提条件という意味はあっても）必ずしも「事前」という意味はない。その意味は「状況把握」、「査定」であり、欧米ではその都度、中途で行われるものである。（日本では誤解・誤用されているので注意が必要である。）
ソーシャルワーク論において欧米の著作に登場するアセスメント（assessment）も一人の人間、複数の人間、集団、コミュニティに対して随時行われるものであって、日本語では「モニタリング」に近いニュアンスを持っている。
ソーシャルワーク論において「アセスメント（assessment）」は、とくにグループワーク論に登場する用語であり、コミュニティオーガニゼーションやコミュニティ・ソーシャルワークで使用されることは多くなかった。日本では類似のものとして1970年代、80年代に「コミュニティカルテ」という語が行政で使われたことがあったが、この語もその後姿を消していた。近年、ソーシャル・イノベーションの現場で再び語用されてから、国内外で再注目されるようになってきている。

## 註釈
1. ↑   Rotary International, Community Assessment Tools:  A Companion Piece to Communities in Action — A Guide to Effective Service Projects (Evanston, IL: Rotary International, 2008), www.rotary.org/RIdocuments/en_ pdf/605c_en.pdf.
2. ↑  “Tarrant County is OUR COMMUNITY”.   United Way of Tarrant County. 2015年8月26日閲覧。